# 옥포성지중학교
옥포성지중학교(玉浦聖志中學校)는 대한민국 경상남도 거제시 옥포동에 있는 공립 중학교이다.

## 학교 연혁
- 2004년 8월 26일 : 학교시설 결정 고시
- 2004년 12월 30일 : 거제시 옥포동 242번지 외 21필지 15,000m2 부지 매입
- 2005년 4월 6일 : 옥포성지중학교 건축공사 착공
- 2007년 2월 26일 : 옥포성지중학교 설립 인가 및 준공(연면적 8,686m2)
- 2007년 3월 5일 : 개교 및 제1회 입학식(8학급 264명)
- 2022년 1월 11일 : 제13회 졸업식(졸업생 131명, 졸업생 총수 2,631명)
- 2022년 3월 1일 : 제7대 최학성 교장 취임
- 2023년 3월 2일 : 제17회 입학식(9학급 252명)

## 참고 자료
- 옥포성지중학교 - 한국교육학술정보원 학교알리미